# Baruj Benacerraf
Baruj Benacerraf Lasry (Caracas, Venezuela; 29 de octubre de 1920 - Boston, Estados Unidos; 2 de agosto de 2011) fue un médico, biólogo e inmunólogo venezolano de renombre internacional, que ganó junto con Jean Dausset y George D. Snell, el Premio Nobel de Fisiología o Medicina en 1980 por sus descubrimientos acerca de las estructuras de la superficie celular determinadas genéticamente, que regulan las reacciones inmunológicas. En el año 1998 publica su autobiografía personal titulada "From Caracas to Stockholm: A Life in Medical Science".
El galardón les fue concedido por sus descubrimientos e investigaciones relacionadas con estructuras determinadas por la genética en la superficie de la célula que regulan las reacciones inmunológicas, más concretamente los genes denominados genes Ir del complejo mayor de histocompatibilidad y que regulan la respuesta inmune frente a un determinado antígeno soluble. Es decir, demuestra que la respuesta inmune frente a un antígeno es distinta para cada individuo y es heredada según las leyes de Mendel. Todos los individuos pueden responder frente a un mismo antígeno soluble pero cada individuo reconoce distintos determinantes antigénicos. Ese patrón de reconocimiento individual es heredado de los progenitores. Dicha investigación fue crucial para comprender cómo funciona el sistema inmunitario a nivel celular.
El intento de comprensión de los mecanismos según los cuales los seres humanos se defienden de la agresión de elementos/patógenos invasores, o de injerto de otros seres vivos extraños a su organismo es el núcleo común del trabajo de Benacerraf, del análisis riguroso de estos mecanismos inmunológicos, distintos para cada ser humano, depende la resolución de decisivas aspiraciones de la medicina actual, como pueden ser la eliminación de los problemas de rechazo a órganos trasplantados, el dominio de la inmunología contra el cáncer y la tecnología de selección de espermatozoides, que llevaría a eliminar enfermedades hereditarias eliminando los espermatozoides indeseables. "Los genes juegan un papel importante en la mecánica de las defensas de las células de los seres vivos ante cualquier agresión o injerto de órgano", reconoció Benacerraf en varias oportunidades.
«El conocimiento adquirido», se afirma en el comunicado del organismo sueco, «sobre los antígenos H, reviste una gran importancia para los trasplantes de tejidos -el traspaso de un tejido de un individuo a otro- y para la comprensión de lo que pone en conexión la constitución genética y la enfermedad. George D. Snell ha discernido los factores genéticos que deciden la posibilidad de transferir un tejido de un individuo a otro. A ello es debido la noción del antígeno H. Jean Dausset ha revelado la presencia de antígenos H en el hombre, y ha estudiado los factores genéricos que rigen su formación especifica. 
Benacerraf mostró que los factores hereditarios están íntimamente ligados a los genes que determinan la producción de antígenos; su descubrimiento ha derivado al de más de 30 genes en el complejo mayor de histocompatibilidad o "MHC" que gobiernan enfermedades autoinmunes como la esclerosis múltiple y la artritis reumatoide, sin las cuales nuestra comprensión de estas enfermedades sería mucho menos clara hoy día». 
«Estoy emocionado y confuso la verdad. No esperaba tener que afrontar este tema durante la jornada de hoy, estoy orgulloso de ganar este premio para mi país», declaró Benacerraf al serle condecorado. En particular, también afirmaría que se le interroga sobre por qué ciertos individuos son capaces de movilizar sólidas réplicas en el sistema inmunitario contra la infección y otros no.
Los descubrimientos de los tres científicos, que compartieron el premio (para ese entonces de unos 215.000 dólares en conjunto), se concentran en investigaciones sobre la estructura de las células que regulan los mecanismos de defensa del cuerpo humano contra las enfermedades. Su labor es entonces útil para profundizar en la comprensión de la interacción celular, que hace posible el trasplante de tejidos celulares a largo plazo.
Contribuye también a explicar por qué ciertas células cancerosas son eliminadas del cuerpo, mientras que otras, por el contrario, evolucionan hasta convertirse en tumores cancerosos. Aquellos que se mueven en el campo de los denominados antígenos, o proteínas-carbohidratadas complejas. Su misión intenta facilitar todo el proceso de trasplante de órganos en el cuerpo humano, especialmente riñones.

## Biografía
Baruj Benacerraf Lasry nació en la ciudad de Caracas, Venezuela, el 29 de octubre de 1920, en el seno de una familia conservadora de padre marroquí sefardita, Abraham Benacerraf, inmigrante junto a su abuelo de la Primera Guerra Mundial, y de madre venezolana judía Henrietta Lasry. Desde los 5 años vivió en París, Francia, donde estudió en el Lycée Janson de Saily, a los 10 años regresaría a Venezuela junto a su familia después del inicio de la Segunda Guerra Mundial. Egresó luego de la Universidad Columbia y de la Escuela Médica de Virginia en Richmond. Se naturalizó en los Estados Unidos en 1943. Practicó la medicina durante un corto periodo de tiempo en el ejército de los Estados Unidos. Benacerraf se casaría en 1943 con el amor de toda su vida Anette Dreyfus, con quién permanecería hasta su muerte, con ella tendría a su única hija Beryl Rica Benacerraf, a partir del año 1956 hasta su muerte vivió dedicándose de lleno a la investigación biomédica. 
En 1948, habría iniciado su carrera de investigador. En 1970, ingresaría como profesor de patología en la Escuela de Medicina de la Universidad Harvard. Es elegido miembro de la Academia norteamericana de Artes y Ciencias en 1972 y de la Academia de Ciencias de los Estados Unidos en 1973. Recibe el Premio Nobel de Fisiología y Medicina en 1980. En 1990 recibió la "National Medal of Science" por sus contribuciones médicas, entre otros. 
Benacerraf desarrolló y financió su carrera profesional entre Venezuela, Francia y Estados Unidos. Continuó visitando muy frecuentemente Venezuela debido a que tenía que encargarse de los negocios familiares con ayuda de su padre quién era comerciante de telas, su padre fundó junto a sus hermanos la firma comercial "Hermanos Benacerraf y Compañía", la cual quedaba ubicada en el Centro de Caracas, y fue además uno de los fundadores del "Banco Unión", hoy en día parte del grupo mercantil de Banesco. Cuando se supo en Venezuela la noticia de su premio, un reportero del periódico El Nacional lo llamó para hacerle una entrevista en donde dijo en perfecto español: “Por supuesto que me siento venezolano. Tengo unas raíces profundas que son puramente de allá. Es un orgullo y un honor para mí que un latinoamericano, un venezolano, sea premiado de esta forma”. En una oportunidad en 1983 llegó a dar una conferencia en Maracaibo, en nombre del "Instituto Nobel de Estocolmo".
Baruj Benacerraf falleció el día 2 de agosto de 2011 a los 90 años de edad en la ciudad de Boston, Estados Unidos tras un cuadro severo de Neumonía, siendo recordado como uno de los inmunólogos más importantes del siglo XX y el más importante nacido en Latinoamérica.

## Legado
En el año 2020 en Argentina se fundó el "Museo Nobel" en honor a los 17 latinoamericanos que han sido ganadores del hito, en sus diferentes categorías en toda la historia, este reconoce su trayectoria y el legado que han dejado y en general será un espacio académico que recorrerá el trabajo por el que fueron reconocidos y exhibirá algunas herramientas, obras de arte, archivos, libros y réplicas de las condecoraciones recibidas por los laureados, además de contar con aulas para recorridos escolares y atesorar estas condecoraciones. La Casa de los Premios Nobel Latinoamericanos, la cual fue inaugurada en un acto al que asistió el presidente argentino, Alberto Fernández, está en el barrio capitalino de San Telmo, en un edificio cedido por el argentino Adolfo Pérez Esquivel, Premio Nobel de la Paz 1980, a la Universidad de Buenos Aires (UBA) en 2015, que está a cargo de la administración del museo. El espacio abierto al público desde abril de 2021 resguardará el legado de los 17 premiados de la región entre ellos el Dr. Baruj Benacerraf.
Benacerraf dejó un legado enorme, es recordado hoy día por sus numerosos descubrimientos en la genética, como una de las mentes más brillantes de la medicina latinoamericana, y el médico de origen venezolano más reconocido en el mundo, junto a otros de sus compatriotas más reconocidos en la rama se encuentran: Jacinto Convit, José María Vargas, Humberto Fernández-Morán, Francisco De Venanzi, Marcel Roche, Miguel Layrisse, junto a Luis Razetti, Arnoldo Gabaldón, Enrique Tejera Guevara, entre otros. Cabe mencionar que Baruj Benacerraf junto a los argentinos Bernardo Alberto Houssay y César Milstein han sido los únicos médicos latinoamericanos en ganar el Premio Nobel de Fisiología o Medicina, otros 3 venezolanos habrían sido postulados: Jacinto Convit en 1988 por su investigación y avances de la Lepra y las cepas de Leishmaniasis, Humberto Fernández-Morán  en 1967 por la invención del bisturí de diamante, y Marcel Roche por sus trabajos pioneros como investigador sobre el bocio, la anquilostomiasis, las deficiencias nutricionales y anemias.

## Premios
Además del Premio Nobel de Fisiología o Medicina, posee:
- 1982: Conferencia Catedrática o Honorary Degree, Sociedad Estadounidense de Fisiología.
- 1982: Conferencia Catedrática o Honorary Degree, College de France, París.
- 1987: Conferencia Catedrática o Honorary Degree, King's College, Londres.
- 1991: Miembro de la Academia Nacional de Ciencia de EE. UU.
- 1991: Premio y Conferencia "Ragnar Granit", Instituto Nobel, Estocolmo.
- 1991: Medalla de oro Albert Einstein en Ciencia de la Unesco.
- 1992: Honorary Degree of Doctor of Sciences, Gustav Adolphus University.
- 1992: Honorary Degree of Doctor of Sciences, Harvard University.
- 1993: Honorary Degree of Doctor of Sciences, Université de Bordeaux.
- 1995: Honorary Degree of Doctor of Medecine, University of Vienna.
- 1995: Premio Robert S. Dow en Neurociencias, Portland, Oregón, EE. UU.
- 1996: Miembro de la Sociedad Filosófica Estadounidense.
- 1996: Gold Cane Award of the American Association por sus investigaciones en patología.
- 1996: Charles A. Dana Award por sus logros pioneros en Salud y Educación.

## Vida personal
Es primo hermano de la cineasta venezolana Margot Benacerraf, una de las más destacadas figuras del cine venezolano en la historia y su hermano menor es el conocido filósofo y matemático Paul Benacerraf. Hablaba fluidamente 4 idiomas: el español, el inglés, el francés y el hebreo.